# Диброва (Збаражская городская община)
Диброва (укр. Діброва) — село в Збаражской городской общине Тернопольского района Тернопольской области Украины.
Код КОАТУУ — 6122489202. Население по переписи 2001 года составляло 139 человек.
До 2020 года входило в Збаражский район.

## Географическое положение
Село Диброва находится на расстоянии до 2,5 км от сёл Шилы, Добромерка и Синягивка.